# Magle
Magle er et ord der betyder stor, ofte benyttet i stednavne. Ordet kendes især i forbindelse med stednavne, fx Vridsløsemagle (over for Vridsløselille)

## Personer med efternavnet Magle
- Frederik Magle, dansk organist og komponist

## Personer med kunstnernavnet Magle
- Anne Magle, dansk pornoskuespiller

## Stednavne
- Eggeslevmagle
- Eggetsbomagle
- Gundsømagle
- Herlufmagle
- Ljungbymagle (Sverige)
- Magle (Sverige)
- Maglebjerg
- Maglebrænde (Nordfalster ved Stubbekøbing)
- Magleby
- Maglehult (Sverige)
- Maglehøj
- Maglemose
- Magleröd (Sverige)
- Stenmagle (Nyrup)
- Store Magleby
- Sørbymagle
- Thorslundemagle
- Torupmagle
- Vridsløsemagle
- Ølsemagle

## Andet
- Maglemosekultur